# Regiojet
Die RegioJet a.s. (kurz RJ bzw. RGJ) ist ein privates Eisenbahnverkehrsunternehmen in Tschechien mit Sitz in Brünn. Es ist zusammen mit mehreren Schwestergesellschaften Teil der Student-Agency-Firmengruppe, die auch Linienfernbusreisen anbietet und damit auf der Strecke Berlin–Dresden–Prag auch in Deutschland vertreten ist. Am 10. Dezember 2017 wurde der Fernverkehr auf die Relation Wien–Brünn–Prag ausgeweitet, womit Regiojet auch Verbindungen in Österreich anbietet.

## Firmenstruktur
Mit Stand 31. Dezember 2023 ist der tschechische Unternehmer Radim Jančura alleiniger Eigentümer der Student Agency Holding a.s. und der RegioJet Holding a.s. Letztere hält wiederum alle Anteile an der RegioJet Pool a.s. sowie an mehreren RegioJet-Tochtergesellschaften außerhalb Tschechiens. Die Student Agency k.s., an der die RegioJet Holding zu 98 % und Jančura persönlich zu 2 % beteiligt sind, ist wiederum einziger Gesellschafter der tschechischen RegioJet a.s. und der gleichnamigen slowakischen Gesellschaft.
Innerhalb dieser Firmengruppe ist die RegioJet a.s. das Eisenbahnverkehrsunternehmen (EVU) in Tschechien. Das gleichnamige Unternehmen in der Slowakei ist dort EVU, während die RegioJet AT GmbH mit Sitz in Wien die entsprechende Zulassung in Österreich und Deutschland besitzt. Kein EVU ist hingegen die in Berlin registrierte RegioJet DE GmbH. Die im Oktober gegründete RegioJet Pool a.s. ist Eigentümer oder Mieter eines Teils der RegioJet-Schienenfahrzeuge.

## Geschichte
Regiojet wurde 2009 als Tochtergesellschaft von Student Agency in Brünn gegründet.
2009 bewarb sich Regiojet zusammen mit Keolis Deutschland in einer öffentlichen Ausschreibung auf den Betrieb von etwa 35 % des öffentlichen Schienenpersonennahverkehrs (SPNV) im Liberecký kraj. Die Bietergemeinschaft zog sich jedoch Anfang Juni 2009 auf Drängen von Keolis aus dem Verfahren zurück. Student Agency und Regiojet kündigten dem tschechischen Verkehrsministerium stattdessen Mitte Juni 2009 den Einstieg in den Fernverkehr an. Die erste Verbindung Prag–Ostrava–Havířov wurde im Sommer 2011 aufgenommen.
2013 konnte Regiojet seine Fahrgastzahlen gegenüber dem Vorjahr um 40 % steigern, vergrößerte aber gleichzeitig seinen Verlust vor Steuern von 76,3 Mio. CZK (etwa 2,7 Mio. Euro) auf 93,4 Mio. CZK (etwa 3,4 Mio. Euro). Im Regionalverkehr Bratislava – Komárno (Slowakei) wurden die Beförderungszahlen in drei Jahren bis 2014 auf 1,97 Millionen Reisende mehr als verdoppelt. Nach Angaben des Konkurrenzunternehmens Leo Express lag der Marktanteil von Regiojet auf der Eisenbahnfernstrecke Prag – Ostrava im Jahre 2013 bei 45 %. (Leo Express: 30 %, České dráhy: 25 %).
2014 schloss Regiojet mit einem Verlust vor Steuern in Höhe von 42,1 Mio. CZK (etwa 1,5 Mio. Euro) ab. 2015 konnte erstmals ein Gewinn ausgewiesen werden: Er betrug vor Steuern 41,0 Mio. CZK (etwa 1,5 Mio. Euro). In diesem Jahr hatten die Fahrgastzahlen um 26 % zugelegt.

## Bahnverbindungen

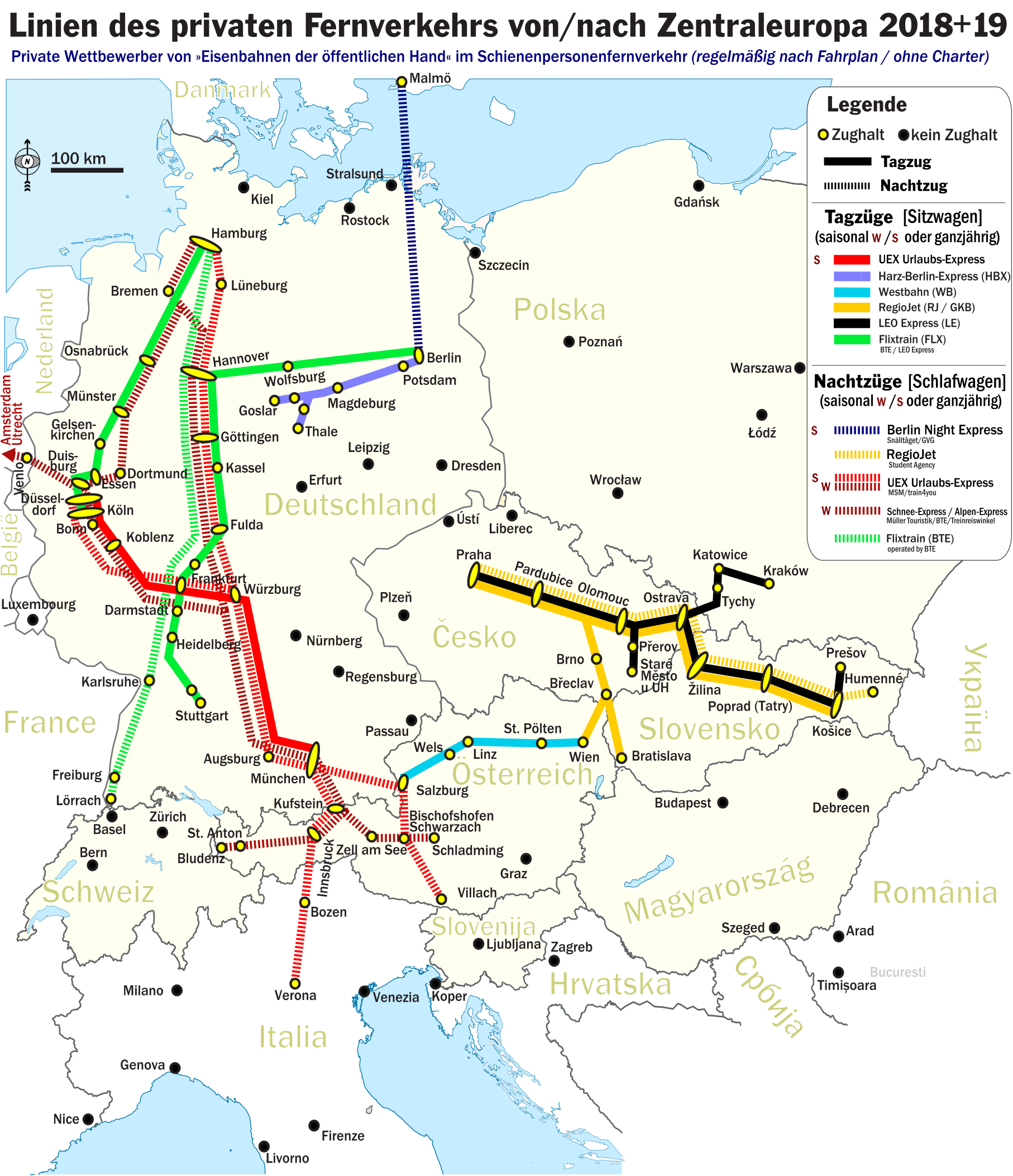
Routen und Halte der regiojet-Fernverkehrszüge (goldgelb und goldgelb gestrichelt)

Folgende Bahnstrecken werden gegenwärtig von Regiojet bedient:

### Regionalverkehr Bratislava – Komárno
Im Januar 2011 gewann Regiojet die Ausschreibung zum Betrieb von Regionalzügen in der Slowakei auf der Strecke Bratislava–Dunajská Streda–Komárno ab März 2012. Damit wurde das Eisenbahnmonopol der Staatsbahn ZSSK gebrochen. Geplant war, sich an weiteren Ausschreibungen in der Slowakei zu beteiligen. In der nächsten Ausschreibung der Strecke unterlag RegioJet; seit dem Dezember 2020 fährt auf dieser Strecke ein Konsortium von ZSSK und ÖBB.

### Fernverkehr Prag – Ostrava – Havířov
Im Schienenpersonenfernverkehr betreibt Regiojet seit September 2011 Züge zwischen Prag und Havířov über Ostrava. Aktuell (2015) wird die Strecke etwa zweistündlich bedient. Drei Zugpaare sind nach/von Návsí (Jablunkov) und je ein Zugpaar nach/von Martin (Slowakei) bzw. Košice (Slowakei) durchgebunden.
Auf dem Abschnitt Prag – Ostrava liefert sich Regiojet nach Angaben der Fachzeitschrift Eisenbahn-Revue International einen „ruinösen Preiskampf“ mit der Staatsbahn České dráhy (ČD) und dem privaten Eisenbahnverkehrsunternehmen Leo Express.

### Fernverkehr Bratislava – Žilina – Košice
Ab Dezember 2014 verkehrten drei Regiojet-Zugpaare auf dieser vollständig in der Slowakei gelegenen Strecke. Die Bedienung dieser Strecke wurde mit dem 31. Januar 2017 eingestellt.

### Fernverkehr Prag – Brünn – Bratislava/Staré Město
Seit dem Fahrplanwechsel am 11. Dezember 2016 fährt der Regiojet eine neue Linie auf genannter Relation (via Břeclav). Die Linie wird von insgesamt 3 Zügen bedient.
Dass Regiojet die Linie betreiben wird, war nicht von vornherein klar. Die České dráhy hat zuvor selber deren Trassen für eigene Fahrten gebraucht. Jene hat geplant, Expresszüge auf der Relation Bratislava–Břeclav–Prag einzusetzen. Dies hat einen Rechtsstreit ergeben, der zugunsten von Regiojet entschieden wurde.

### Fernverkehr Prag – Brünn – Wien
Seit dem Fahrplanwechsel am 10. Dezember 2017 bietet Regiojet vier tägliche Verbindungen auf der Relation Prag–Brünn–Wien an. Mangels Betriebslizenz für die österreichische Seite erfolgte der Betrieb bis Dezember 2019 in Kooperation mit der Graz-Köflacher Bahn sowie darauffolgend bis April 2022 mit der Westbahn.

### Fernverkehr Wien – Budapest
Ab 2021 werden mehrere tägliche Verbindungen auf der Strecke Wien – Budapest angeboten.

### Fernverkehr Prag – Ljubljana – Rijeka
Seit 2020 wurde in der Sommersaison eine Nachtzugverbindung zwischen Prag und Rijeka angeboten, wobei Lokwechsel in Hodoš sowie an der Grenze zwischen Slowenien und Kroatien stattfanden. Aufgrund von Änderungen in der Unternehmensstrategie wurde angekündigt, dass die Verbindung zur Sommersaison 2024 eingestellt und durch Reisebusse ersetzt wird.

### Fernverkehrsverbindungen in die Ukraine
Seit Februar 2022 werden Verbindungen von Prag nach Przemyśl angeboten, welche dort Anschluss an Fernverkehrszüge in Richtung Kiew ermöglichen. 2023 wurde angekündigt, dass ab 2024 in Zusammenarbeit mit der Ukrsalisnyzja Verbindungen von Kiew nach Berlin sowie von Kiew nach Hannover angeboten werden sollen. Zusätzlich sollen Verbindungen von Prag nach Tschop sowie nach Lwiw und nach Mukachevo eingerichtet werden, wobei sich Regiojet an den erforderlichen Infrastrukturarbeiten in Form der Elektrifizierung der Strecke Tschop-Mukachevo und des Ausbaus des Bahnhofes Mostyska-2 beteiligen möchte.

## Fernbusverkehr
Das Mutterunternehmen Student Agency ist unter anderem im Reisemarkt und im Fernbusverkehr aktiv. Die Busreisen laufen inzwischen ebenfalls unter der Marke RegioJet, bei den Fahrzeugen handelt es sich um gelb lackierte Busse des Typs Irizar i8. Mit interaktiven Bildschirmen an jedem Sitzplatz, kostenlosem WLAN, sowie kostenlosen Heißgetränken und Zeitungen, die durch die Reisebegleitung dargereicht werden, bietet RegioJet einen ungewöhnlich umfangreichen Service im Fernlinienbusverkehr.

## Fahrzeuge

### Fernverkehr
Für den Fernverkehr erwarb Regiojet von Ferrovie Nord Milano im Jahre 2010 neun elektrische Lokomotiven der Baureihe 162. Die Maschinen waren 1995 von Škoda für die České dráhy (ČD) gebaut, aber nicht abgenommen worden. Ein Umbau erhöhte ihre Höchstgeschwindigkeit von 120 km/h auf 140 km/h. Sie haben die Betriebsnummern 162.112–120.
Ab 2014 wurden elektrische Lokomotiven vom Typ Vectron MS eingesetzt, welche vom Unternehmen European Locomotive Leasing verleast werden. Zeitweise wurden bis zu zehn Vectron-Lokomotiven eingesetzt. Der Einsatz von Vectron endete offiziell im Juli 2024, allerdings wird wegen der ausstehenden Zulassung der Traxx MS3 für Österreich eine Vectron weiterhin angemietet.
Seit Mitte Mai 2018 werden insgesamt vier Lokomotiven vom Typ Traxx MS2 eingesetzt, welche ab April 2018 ausgeliefert wurden. Auf Grundlage der ersten Bestellung wurden 2019 zunächst 15 Lokomotiven vom Typ Traxx MS3 bestellt, welche bis 2022 ausgeliefert wurden, wobei beide Baureihen bevorzugt für grenzüberschreitenden Verbindungen eingesetzt werden. Im Februar 2023 wurden 13 weitere Lokomotiven vom Typ MS3 bestellt, die ab 2024 ausgeliefert werden sollen. 2022 wurde außerdem erwogen, aufgrund von Problemen bei der Lieferung der Traxx MS3 bei CRRC Lokomotiven vom Typ Bison zu beschaffen.
Für die Instandhaltung der Lokomotiven wurde 2018 das Tochterunternehmen Regiojet Pool gegründet, welches auch für das Leasing von Lokomotiven an andere Eisenbahnverkehrsunternehmen verantwortlich ist. Nach der Auslieferung der 2023 bestellten Traxx MS3 ist geplant, die Lokomotiven vom Typ Traxx MS2 aus dem regulären Reisezugverkehr herauszunehmen und ausschließlich dem Leasinggeschäft zuzuweisen.
2011 übernahm Regiojet von den Österreichischen Bundesbahnen (ÖBB) 28 ausgemusterte Eurofima-Wagen, ein Jahr später von den Schweizerischen Bundesbahnen (SBB) weitere zwölf. Im September 2014 wurde gemeldet, dass der rumänische Waggonbauer Astra Vagoane 2015 zehn Neubauwagen an Regiojet liefert, die sowohl in Tschechien als auch in der Slowakei zum Einsatz kommen sollen. Hauptsächlich für die seit Dezember 2014 bediente Verbindung Bratislava – Žilina – Košice hat Regiojet außerdem drei Vectron-Lokomotiven bei ELL Austria angemietet. Außerdem wurden weitere 18 Wagen von den ÖBB gekauft, so dass insgesamt 46 ehemalige österreichische Wagen im Bestand sind. Von DB Fernverkehr erwarb Regiojet im Jahr 2019 klimatisierte Liegewagen sowie Großraumwagen (Apmz125 und Bpmz857). Diese wurden teilweise mit neuen Sitzen ausgestattet.
Die Fernzüge verfügen über vier Wagenklassen: Low-Cost (2. Klasse), Standard (2. Klasse), Relax (1. Klasse) und Business (Luxusklasse).
Seit dem 5. Februar 2024 wurde auf der Verbindung Ústí nad Labem – Kolín versuchsweise für drei bis vier Monate einer von drei Triebzügen des Typs Sirius, Baureihe 665, des Herstellers CRRC eingesetzt, welche ursprünglich 2016 von Leo Express bestellt wurden. Die Züge waren allerdings nach der Auslieferung 2019 bis zur Stornierung der Beschaffung durch Leo Express nicht im Einsatz. Im Dezember 2024 wurde der dritte bisher in China verbliebene Zug angeliefert.
Für den Rangierverkehr im Großraum Prag wird jeweils eine Lokomotive der Baureihen 703, 721 und 740 eingesetzt.

### Regionalverkehr
Für die Strecke Bratislava – Komárno setzte Regiojet neun dreiteilige Triebzüge des Typs Bombardier Talent ein. Sie wurden bei Alpha Trains gemietet, fuhren früher bei der Prignitzer Eisenbahn und tragen die Baureihenbezeichnung 643. 2013 wurden fünf Talent zurückgegeben und dafür sechs Desiro gemietet. Regiojet setzt auch Triebwagen der DB-Baureihe 628.2 ein, die zuvor in Deutschland gefahren sind.
Für den Betrieb der Regionalstrecken im Ústecký kraj wurden Fahrzeuge der DB-Baureihe 628.2 von DB Regio übernommen. Bis 2023 wurden die Fahrzeuge durch neue elektrische Triebzüge des Typs RJ-Baureihe 654 ersetzt. 2022 wurden sieben zusätzliche Fahrzeuge für den Einsatz im Großraum Prag bestellt, welche ab 2024 ausgeliefert werden sollen.
Im Mai 2024 bestellte RegioJet 23 Elektrotriebzüge des Typs RegioPanter bei Škoda Transportation. Die 15 Zweiwagen- und 8 Dreiwagenzüge können 160 km/h erreichen und sollen ab 2026 im Regionalverkehr um Ústí nad Labem eingesetzt werden. Die RegioPanter werden anstelle der 2023 bestellten Pesa-Züge beschafft, da Pesa weniger schnell liefern konnte.

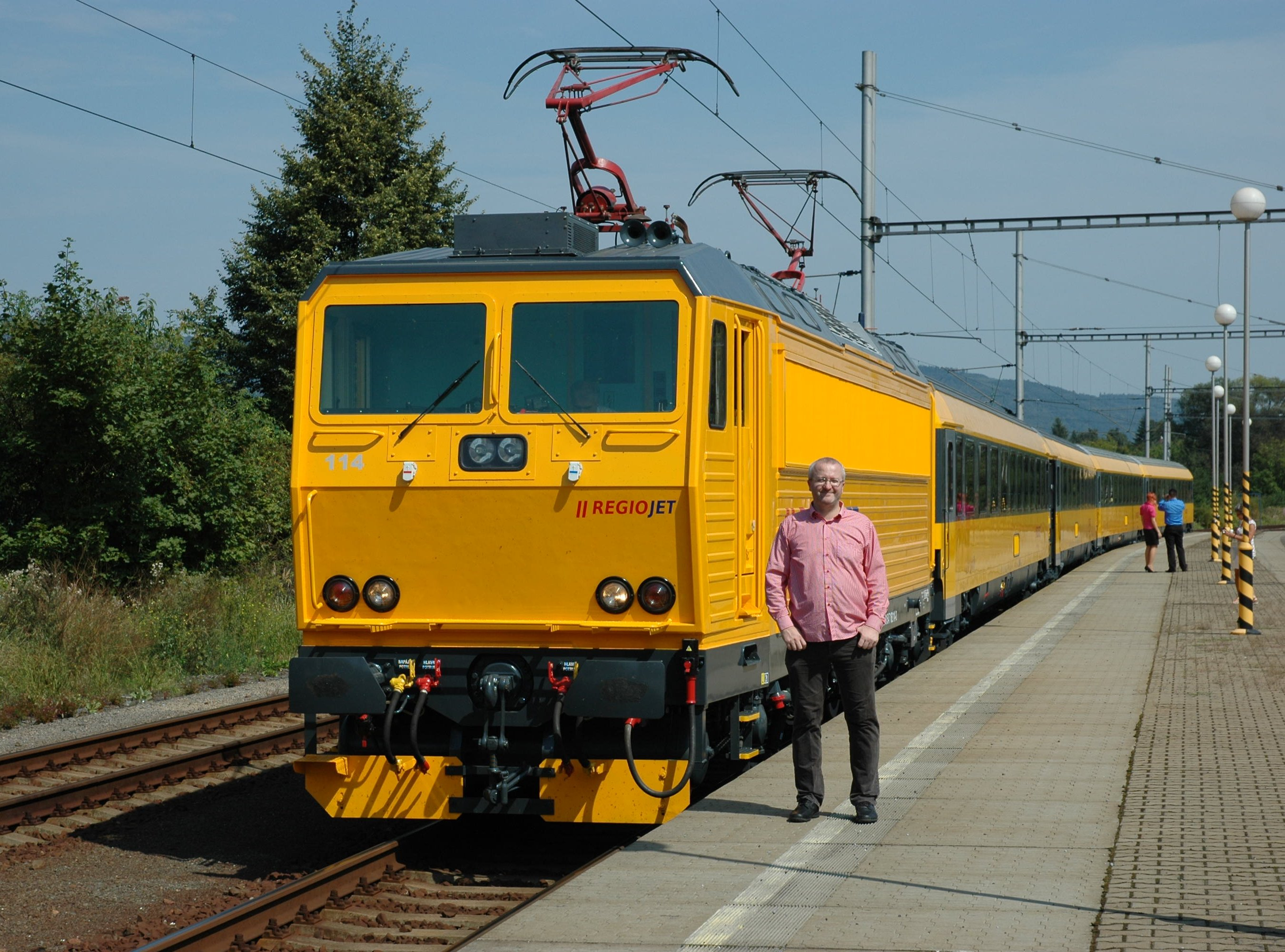
Regiojet-CEO Radim Jančura vor einem Zug, der die Strecke Havířov–Prag bedient.
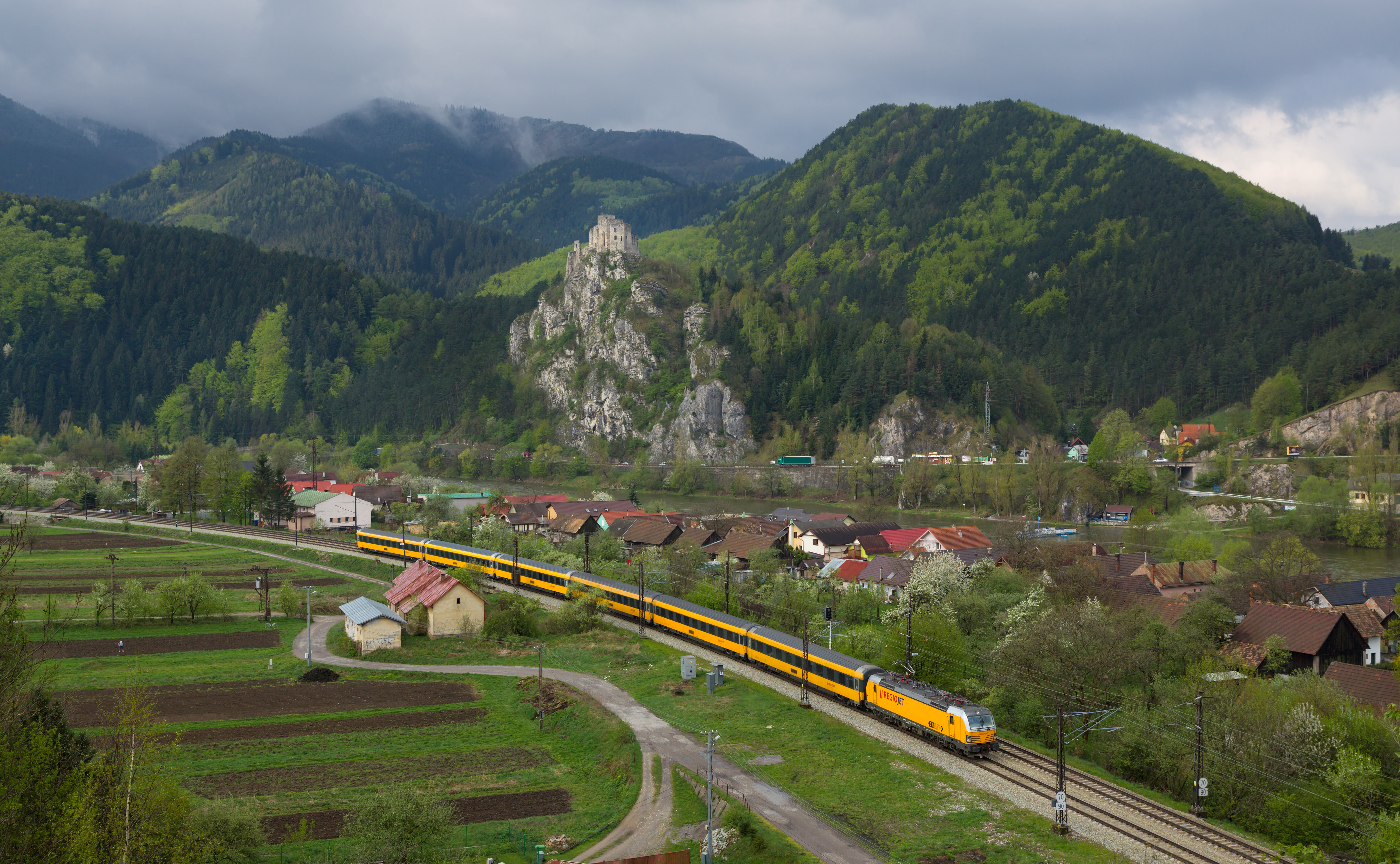
Ein RegioJet bei Strečno auf der Strecke ins slowakische Košice (2015).
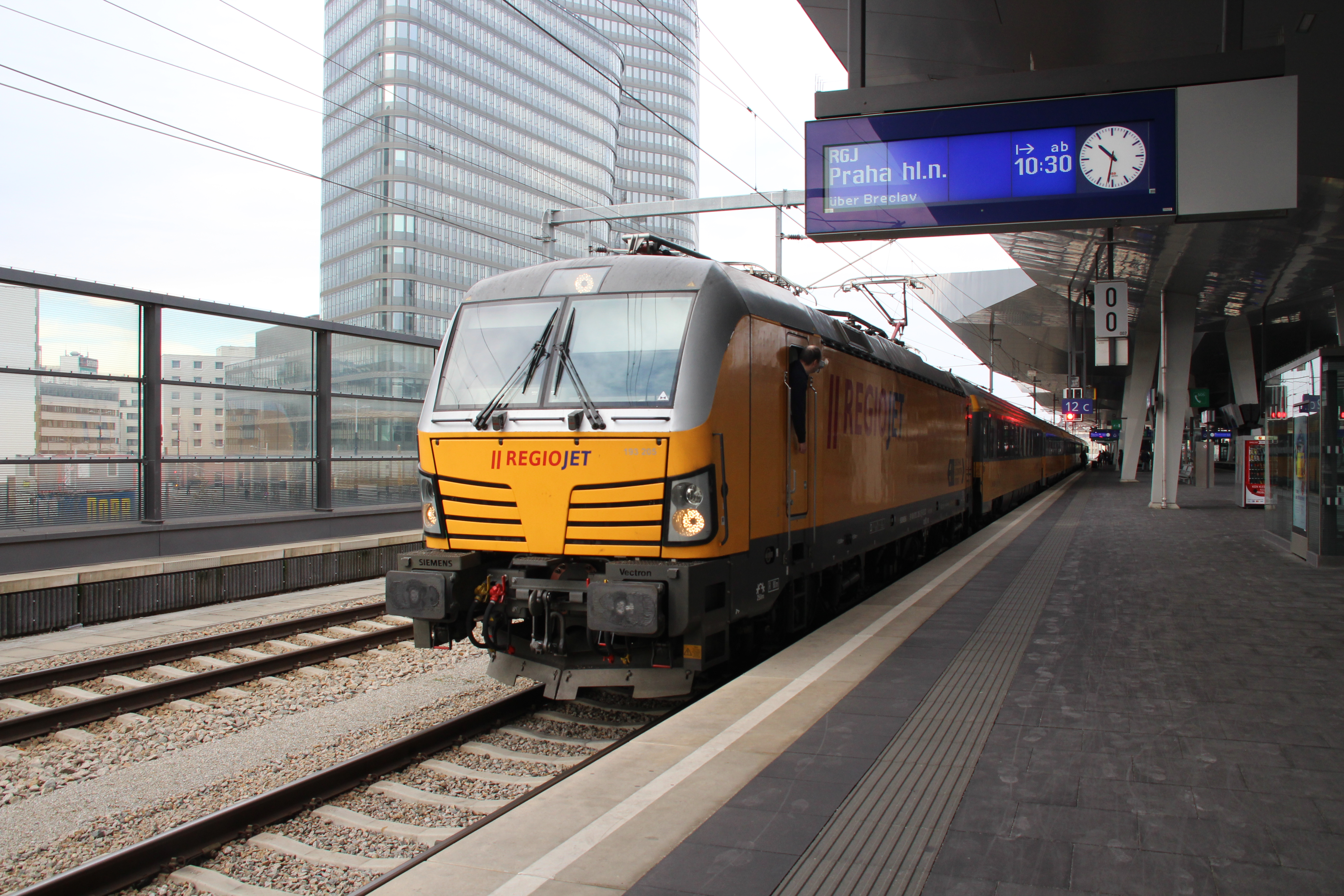
Seit Dezember 2017 verkehrt RegioJet auch vom Wiener Hauptbahnhof aus.
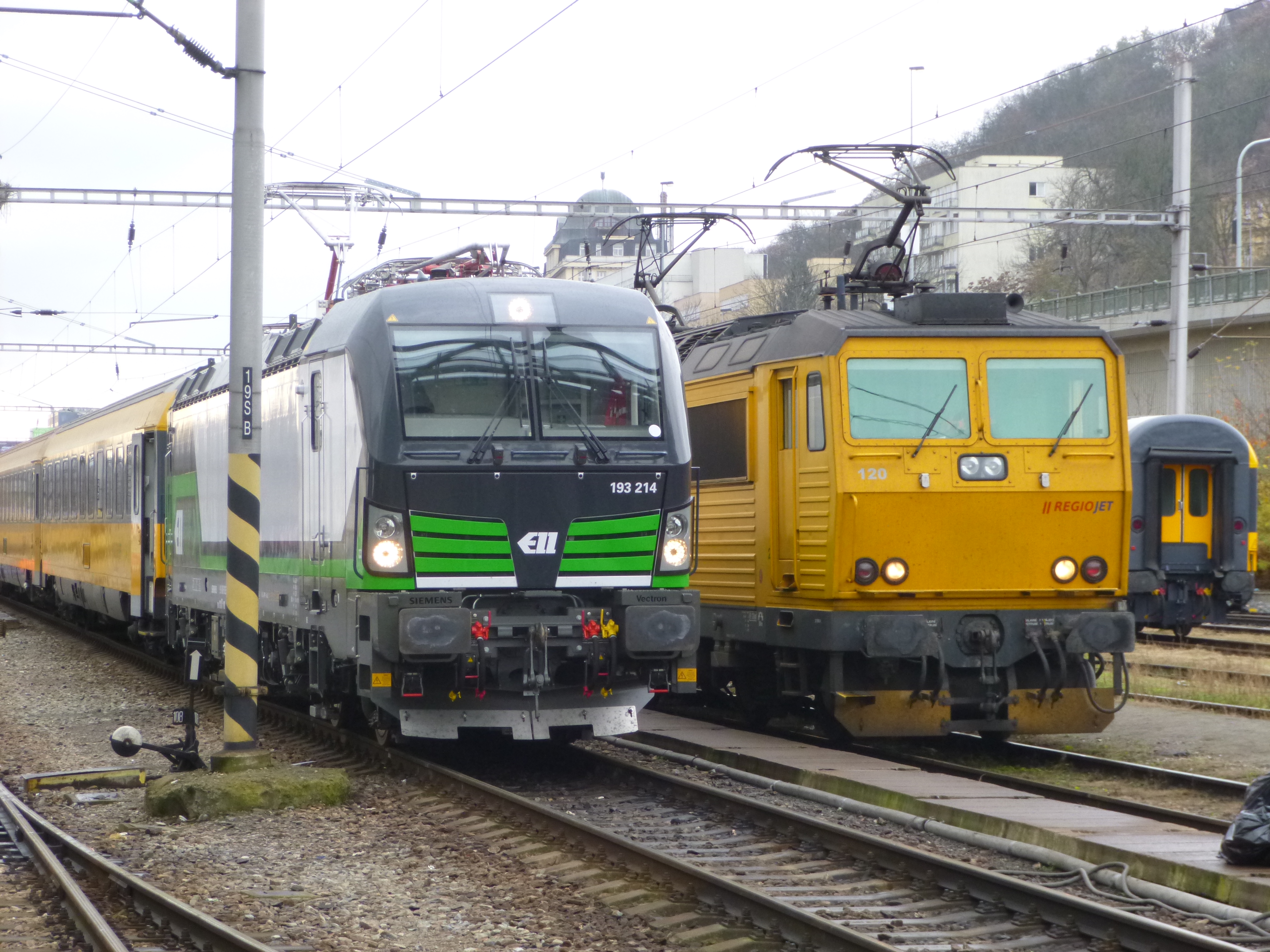
Links RJ IC 1007 Prag – Havířov mit E-Lok Siemens Vectron.
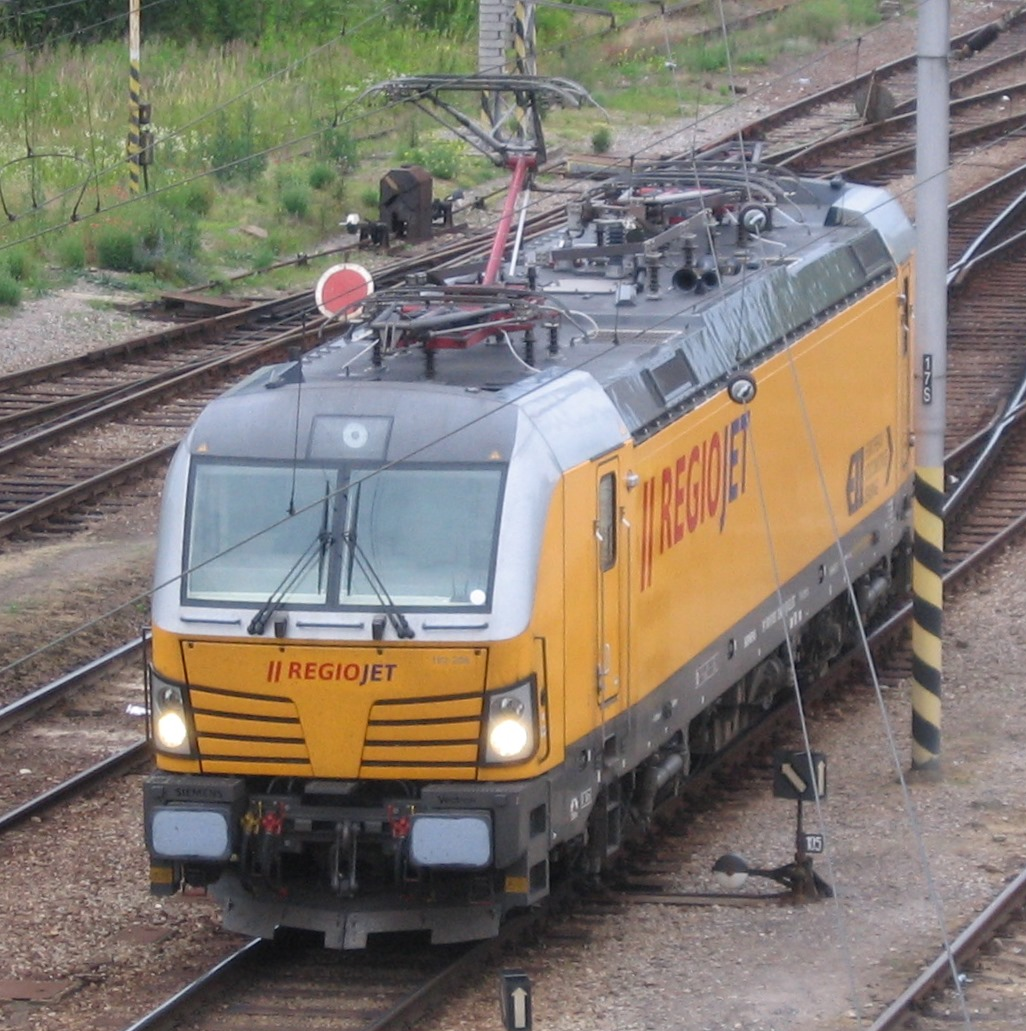
Siemens Vectron in eigener Farbgebung.
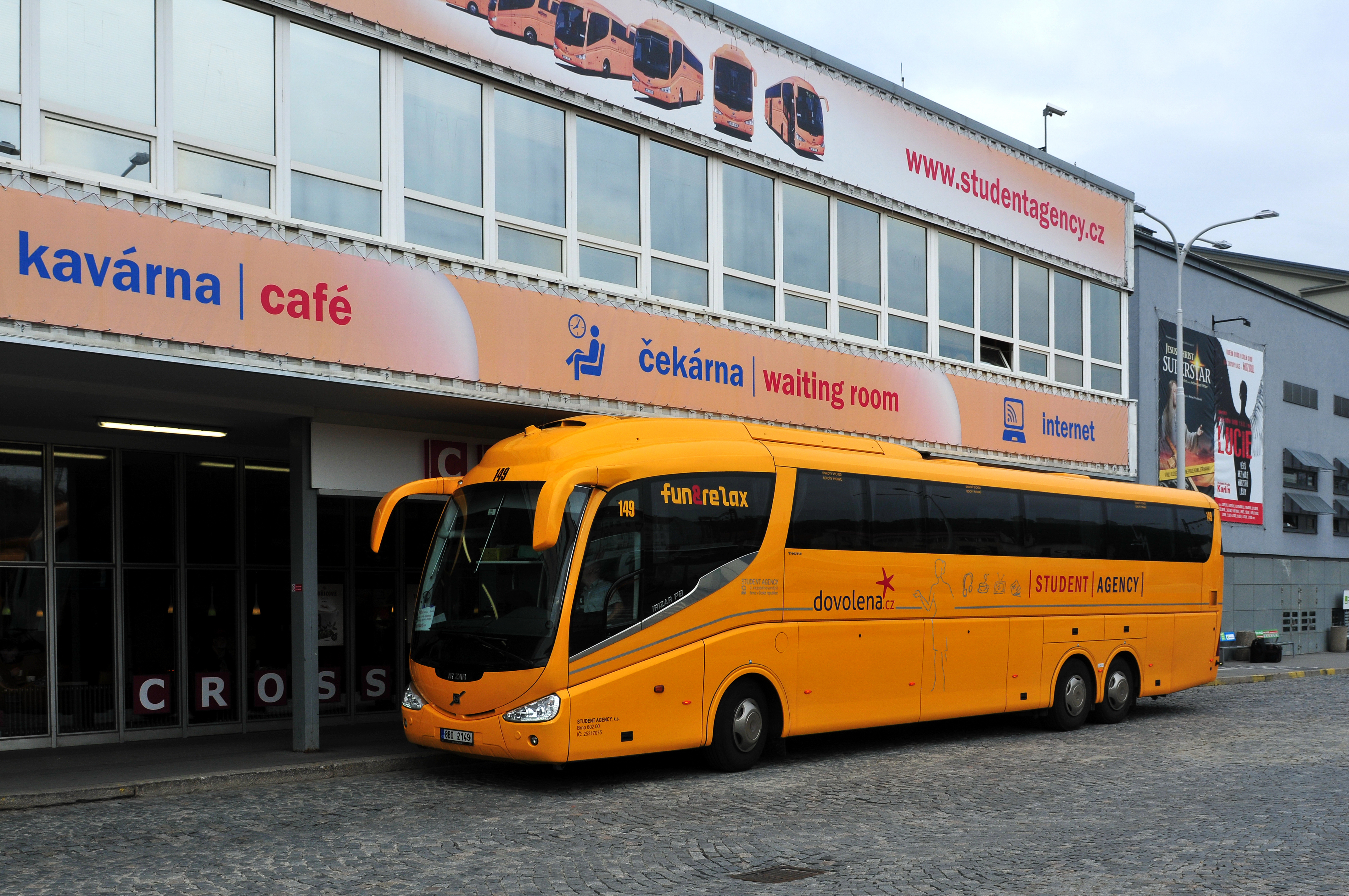
Bus der Student Agency in Prag Florenc.
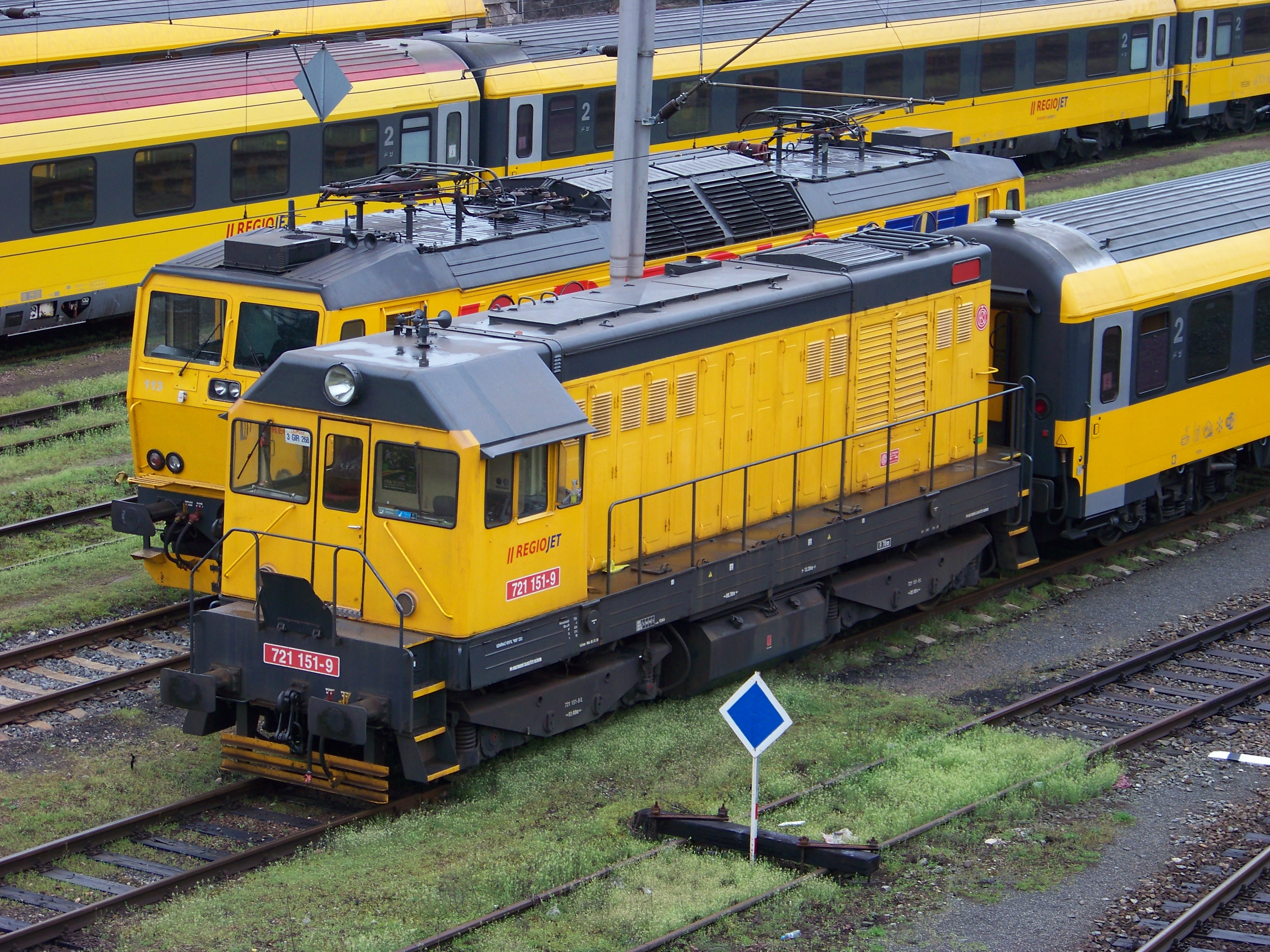
Lokomotive der Baureihe 721 für Rangierarbeiten im Bahnhof Praha-Smíchov
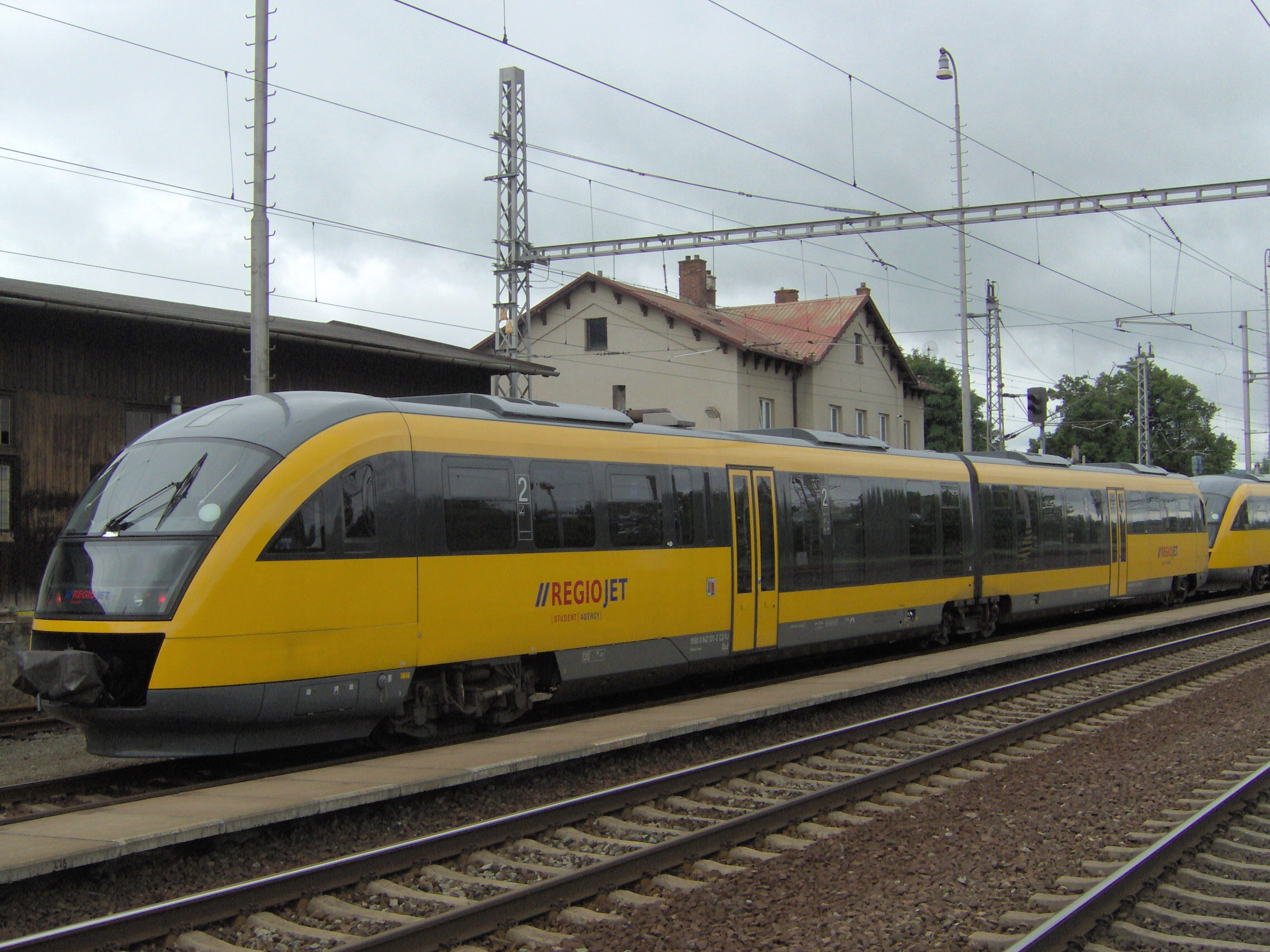
Dieseltriebwagen vom Typ Siemens Desiro in Skalice nad Svitavou
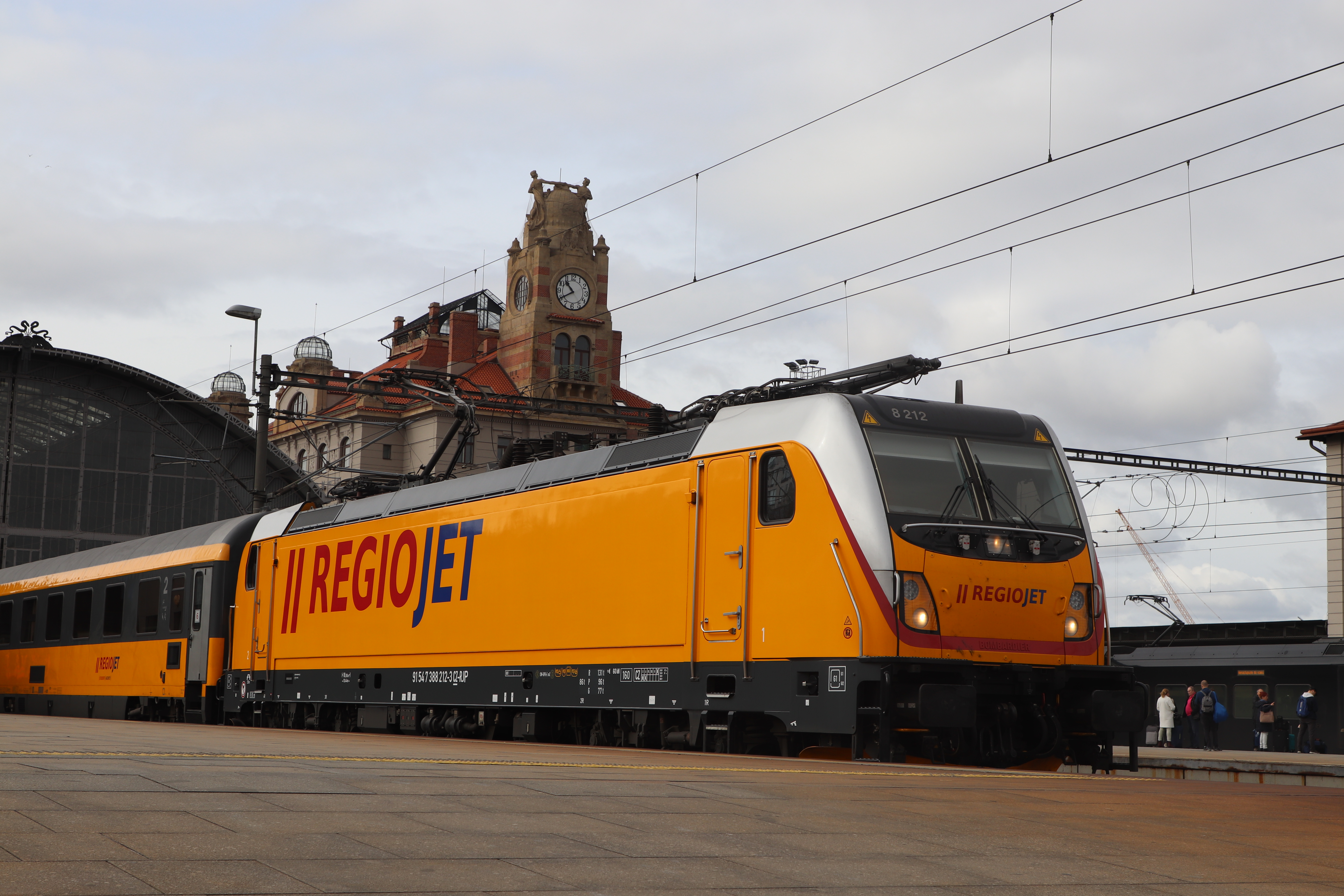
Zug mit Traxx MS3 in Praha hlavní nádraží
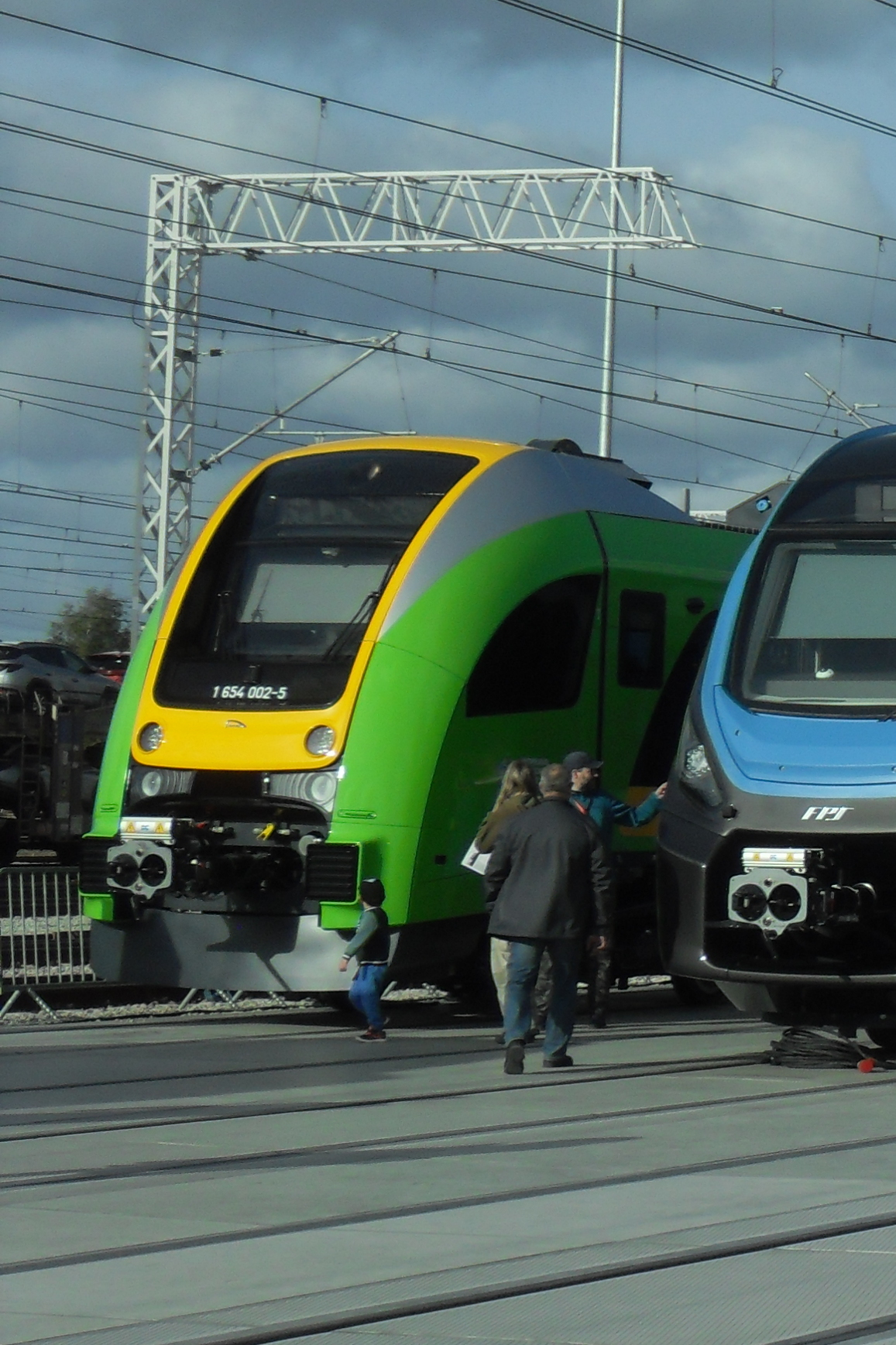
Triebzug vom Typ PESA Elf auf der Trako 2021
Sirius-Triebzug von CRRC Zhuzhou
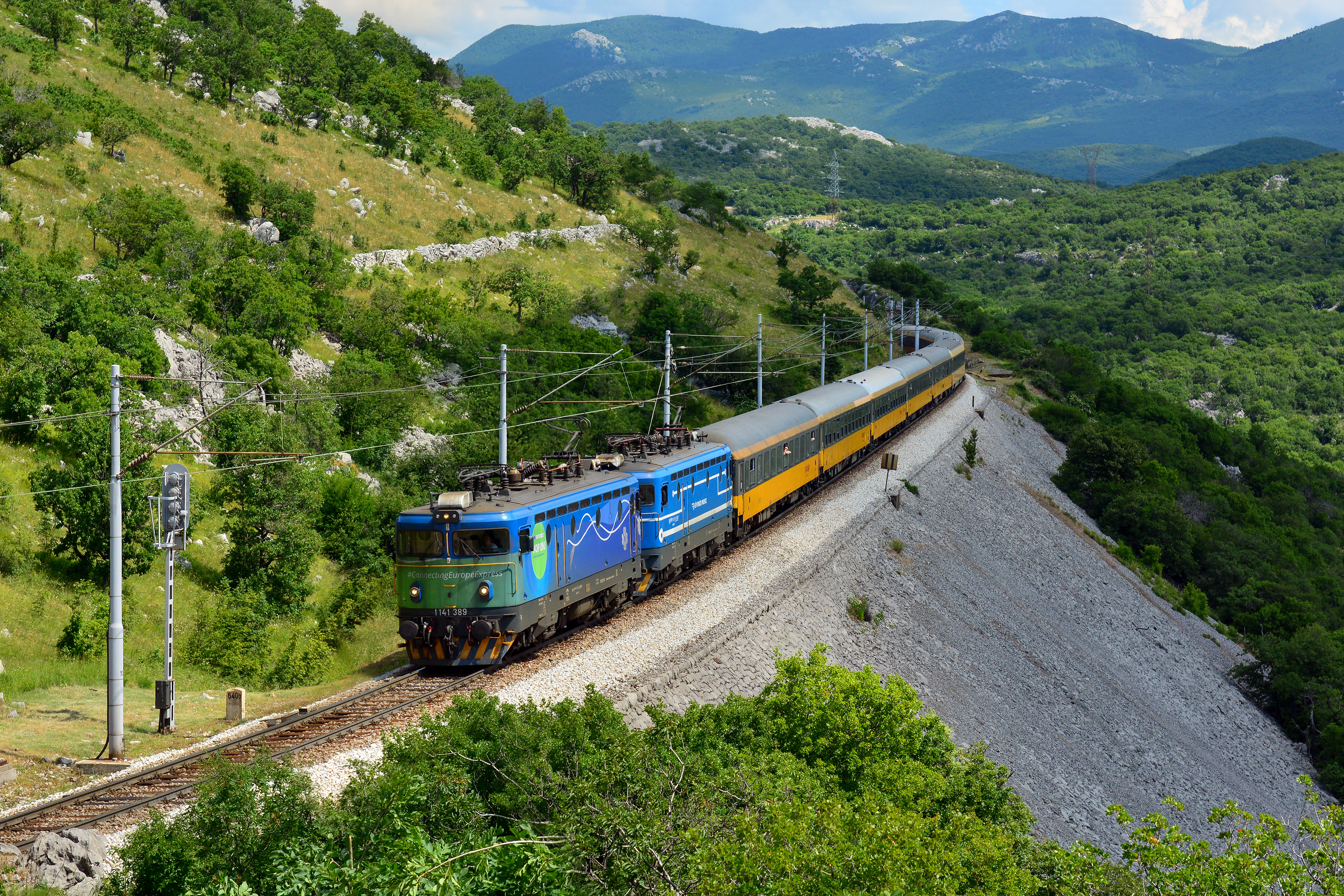
Nachtzug Prag – Rijeka mit zwei Lokomotiven der HŽPP-Baureihe 1141

## Zwischenfälle
Am 5. Juni 2024 stießen im Bahnhof Pardubice der Güterzug Nex 41340 von ČD Cargo und der Schnellzug RJ 1021 von Regiojet mit Laufweg von Praha hl. n. nach Tschop (ukrainisch Чоп) frontal zusammen. Vier Reisende im ersten Liegewagen hinter der Regiojet-Lokomotive kamen ums Leben, 27 wurden teils schwer verletzt. Der Schnellzug hatte ein Halt zeigendes Signal überfahren. Am Unfallort gab es keine aktive Zugbeeinflussung. Durch die Kollision wurde der erwähnte Liegewagen der Baureihe Bcmz 59-70 schwer beschädigt, was darauf hindeuten könnte, dass Korrosion eine Rolle spielte. Regiojet nahm die restlichen 13 Wagen dieses Typs sofort aus dem Betrieb.